# 김외숙
김외숙(金外淑, 1967년 8월 10일 ~ )은 대한민국의 변호사이며, 문재인 정부의 법제처장을 거쳐 대통령비서실 인사수석비서관이다. 노무현과 문재인이 세운 법무법인 부산 소속 변호사였다.

## 학력
- 포항여자고등학교 졸업
- 서울대학교 사법학과 학사
- 버지니아 대학교 로스쿨 LL.M

## 경력
- 1989년: 제31회 사법시험 합격
- 1992년: 제21기 사법연수원 수료
- 1992년: 법무법인 부산 변호사
- 한국여성변호사회 부회장
- 부산지방노동위원회 공익위원
- 동아대학교 법학전문대학원 겸임교수
- 2017년 6월 ~ 2019년 5월: 법제처장
- 2019년 5월 ~ 2022년 5월: 대통령비서실 인사수석비서관

| 전임 제정부 | 제29대 법제처장 2017년 6월 10일 ~ 2019년 5월 28일 | 후임 김형연 |

| 전임 조현옥 | 제2대 대통령비서실 인사수석 2019년 5월 28일 ~ 2022년 5월 9일 | 후임 폐지 |